# 伪石虫科
伪石虫科（学名：Pseudolithidae）是节棘目下的一个科。

## 下属分类
本科包括以下属：
- Dicranophora Schewiakoff, 1926
- Haliommatidium Müller, 1858
- 伪石虫属 Pseudolithium Schewiakoff, 1926